# عافیت‌طلبان
عافیت‌طلبان (انگلیسی: The Salvation Hunters) یک فیلم صامت در سبک درام به کارگردانی جوزف فون اشترنبرگ است که در سال ۱۹۲۵ منتشر شد. از بازیگران آن می‌توان به جورجیا هیل، اوتو ماتیسون و استارت هولمز اشاره کرد.
این فیلم را که اولین فیلمِ جوزف فون اشترنبرگ در مقام کارگردان محسوب می‌شود، اولین «فیلم مستقل» سینمای آمریکا نیز می‌دانند و چنان چارلی چاپلین و مری پیکفورد را تحت‌تأثیر قرار داد که چاپلین از اشترنبرگ دعوت نمود تا در استودیوی او در هالیوود به او بپیوندد و با او همکاری کند.